# Agelaius tricolor
Agelaius tricolor е вид птица от семейство Трупиалови. Видът е застрашен от изчезване.

## Разпространение
Разпространен е в Мексико и САЩ.